# Hoplici

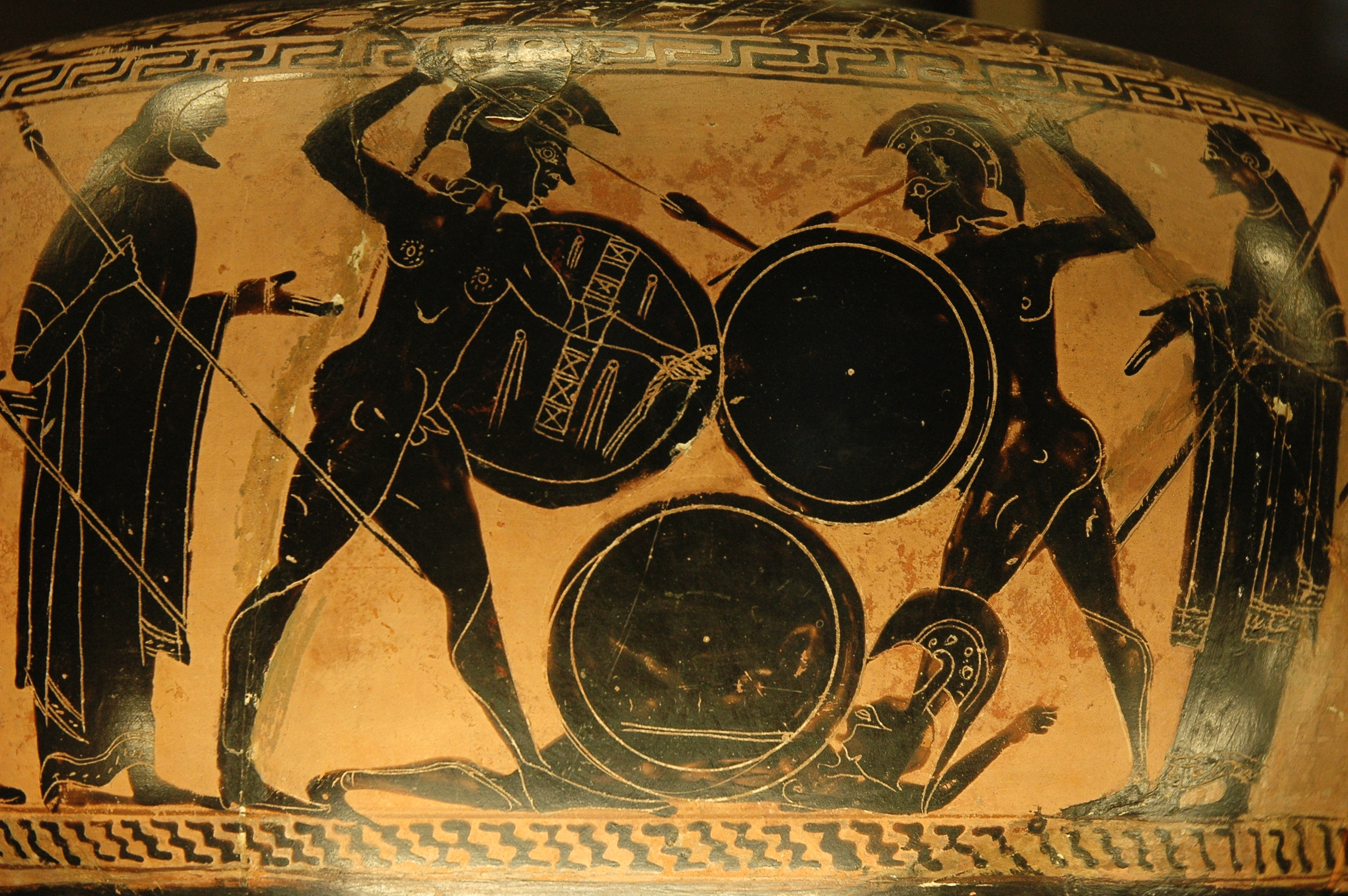
Walka hoplitów – fragment sceny na czarnofigurowej wazie z połowy VI w. p.n.e. (widoczne zamocowania tarczy hoplity i jego koryncki hełm)

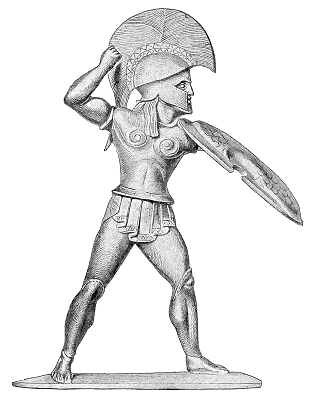
Brązowa figurka hoplity

Hoplici (stgr. ὁπλῖται hoplitai, lp ὁπλίτης hoplites) – ciężkozbrojni piechurzy greccy walczący w zwartym szyku, zwanym falangą.
Hoplici stali się powszechnym zjawiskiem na polach bitew w starożytnej Grecji w połowie VII wieku p.n.e. Ich oddziały tworzyli wolni, zamożniejsi obywatele miast-państw greckich (polis) oraz wiejscy chłopi będący (według cenzusu) posiadaczami zaprzęgu wołów. Ich sukcesy w walkach z wojskami perskimi spowodowały, że po wojnach perskich władcy tego kraju chętnie najmowali Greków do swoich armii (w wojskach perskich walczących z Aleksandrem Wielkim miało uczestniczyć do 30 tys. najemnych Greków). W ten sposób zapoczątkowano proces przechodzenia od armii obywatelskich do najemnych, które w świecie hellenistycznym rozpowszechniły się za panowania diadochów.
Zaczątki formacji należy jednak odnosić do procesu powstawania w IX-VIII wieku p.n.e. greckich państw-miast, gdy 17-latkowie wstępowali ochotniczo do oddziałów (agelai) i przechodzili intensywne ćwiczenia w zakresie wychowania fizycznego, myśliwstwa i pozorowanych działań zbrojnych, po dwóch latach osiągając status wartościowych wojowników.

## Uzbrojenie

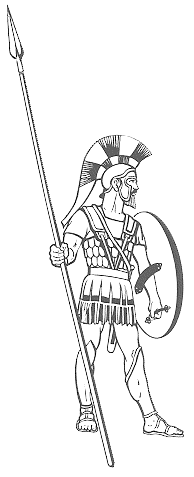
Typowe uzbrojenie hoplity

Powstanie szyku falangi było możliwe dzięki wynalezieniu „argiwskiej” tarczy hoplon z podwójnym uchwytem. Wcześniej, w okresie zwanym „heroicznym”, wojownicy helleńscy posługiwali się tarczami osłaniającymi wprawdzie niemal całe ciało, lecz wyposażonymi w jeden miejscowy, środkowo położony uchwyt, co powodowało szybkie zmęczenie nadgarstka i przedramienia. W następstwie tego, uchwyt dla ręki przesunięto ku krawędzi tarczy, a pas umacniający przedramię żołnierza przemieszczono na środek, tuż poniżej łokcia. Drugie ważne udoskonalenie zabezpieczające stanowił hełm koryncki, pozostawiający niechronione jedynie oczy i usta. 
Rozmiar tarczy (średnica około 100 cm) oraz fakt, że nie chroniła ona już całego ciała, spowodował, że żołnierze stawali w zwartej formacji, ramię przy ramieniu. tak aby własna tarcza zachodziła za tarczę osłaniającą postać z prawej. Formację taką zaczęto nazywać falangą. 
Uzbrojenie ówczesnego hoplity stanowiły: 
- włócznia,
- miecz,
- okrągła lub owalna tarcza,
- hełm,
- pancerz,
- nagolenice.

Pełne jego wyposażenie osiągało masę 30–35 kg.

## Taktyka

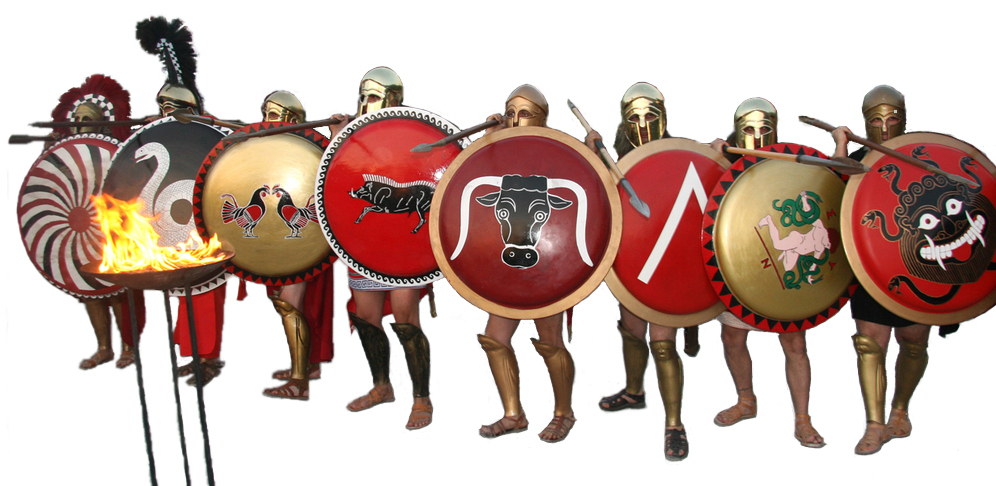
Falanga hoplitów (rekonstrukcja)

Początkowo falanga była formacją o głębokości od czterech do ośmiu szeregów, przy czym walczyły jedynie dwa pierwsze (zadając ciosy 2,3–2,5 metrowymi włóczniami z góry skośnie w dół, mierząc w twarze i ramiona przeciwników). Dodatkową broń stanowił krótki miecz, a wyposażenie ochronne napierśnik i nagolenniki. Wraz z ubożeniem społeczeństw poleis, metalowy napierśnik zastąpił przeszywany kaftan płócienny (linothorax), niekiedy też hoplici walczyli w samych chlamidach, a nawet nago. 
W okresie późniejszym do taktyki frontalnej dodano dwa dodatkowe manewry: kontrmarsz lakoński (wykorzystywany przy przechodzeniu z szyku marszowego w czołowy i odwrotnie, jak i przy zmianie frontu całości lub części falangi, gdy nieprzyjaciel uderzał z kierunku innego niż czołowy) i anastrofę (polegającą na kontrmarszowym wycofaniu jednego ze skrzydeł i ustawieniu go za plecami innej części formacji dla przydania falandze ciężaru). W IV wieku p.n.e. liczba szeregów wahała się od ośmiu do nawet (wyjątkowo) trzydziestu sześciu (bitwa pod Leuktrami).

## Hoplici w bitwie

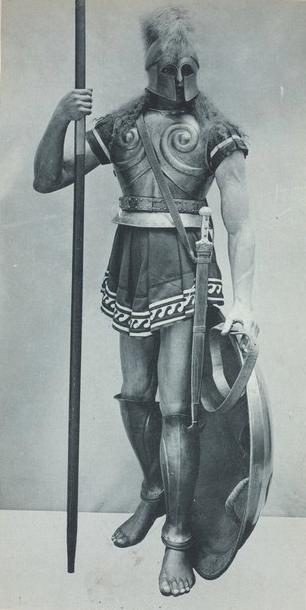
Dawniejsza rekonstrukcja wyposażenia spartańskiego hoplity (1910)

Pierwszą znaną bitwą hoplitów było starcie pod Hysiaj w roku 669 p.n.e., kiedy Argiwowie przy użyciu falangi hoplitów po raz ostatni pokonali Spartan. Ich poeta Tyrtajos zaczął opiewać czyny falangi około roku 650 p.n.e.
Falanga przystępowała do walki wznosząc okrzyki bojowe lub skandując powszechnie znane poetyckie strofy (przede wszystkim poezji Tyrtajosa), uderzając też drzewcami włóczni o tarcze w celu zastraszenia przeciwnika. Hoplici atakowali biegiem (jak pod Maratonem lub Delion) bądź też powoli, krokiem mierzonym, do wtóru piszczałek (np. pod Mantineją). Następnie szeregi falang zderzały się tarczami i następowało spychanie (othismos), w którym decydowała masa formacji napierającej kolejnymi szeregami. Żołnierze pierwszego szeregu postępowali naprzód bądź cofali się, a wspomóc ich mogli jedynie hoplici z następnego szeregu, bowiem tylko ich włócznie mogły dosięgnąć wroga. Poległego zastępował natychmiast postępujący za nim, a na jego miejsce wchodził kolejny, z dalszego szeregu.
Falandze jako formacji ciężkiej i w starciu rozstrzygającej, towarzyszyła lekka piechota peltastów oraz pododdziały strzeleckie – procarzy, rzadziej łuczników. Sporadycznie pojawiała się na polach bitew konnica 
hippeis, wykonująca przeważnie (wskutek upośledzającego braku siodła i strzemion) jedynie pomocnicze zadania zwiadowcze albo pościgowe. Dopiero za czasów Aleksandra Wielkiego ciężka konnica (hetajrowie) zaczęła w starciu odgrywać rolę formacji przełamującej.

## Wyszkolenie
Do IV wieku p.n.e. szkolenie wojskowe rozpoczynało się od 7 roku życia. Hoplita potrafił doskonale władać bronią, znał swe miejsce w szeregu i musztrę pododdziału, dostatecznie wiele wiedział też o taktyce. Zmilitaryzowana cywilizacja wprowadzała do obiegu taktykę jako element wiedzy i kultury. Podobnie działo się w sferze dowodzenia: strategami zostawali ludzie o odpowiednim doświadczeniu, zdobytym w walce i popartym sukcesami, lub też o odpowiednim statusie społecznym, co wiązało się ze szczególnym dostępem do wiedzy o taktyce ze względu na elitarne pochodzenie. W Sparcie naczelne dowództwo z racji urodzenia przypadało jednemu z dwóch królów, którzy podlegali zwykłemu wyszkoleniu wojskowemu, jakiemu poddawano wszystkich Spartiatów od 7 roku życia.
Podobne uwarunkowania dotyczyły obchodzenia się z bronią. Hoplita potrafił posługiwać się nie tylko tarczą i włócznią oraz mieczem, lecz także (w ograniczonym zakresie) procą lub łukiem. Przewaga formacji hoplitów nad innymi ich rodzajami w tamtym okresie tkwiła głównie w perfekcyjnym wyszkoleniu i w umiejętności polowego (taktycznego) wykorzystywania tej formacji.

## Kres formacji
Zmierzch tej formacji nastąpił po roku 338 p.n.e. pod Cheroneą, gdy sprzymierzone armie greckie zostały rozgromione przez uzbrojonych w długie sarisy Macedończyków Filipa II i jego syna Aleksandra Macedońskiego. W tym starciu hoplici odsłonili swe prawe (nie osłonięte) skrzydło w wyniku skośnego manewru Macedończyków, a w powstałą lukę włamała się konnica Aleksandra, dokonując pogromu piechoty. 
Przez ponad 100 lat na polach bitew państw hellenistycznych dominowała falanga macedońska, której hoplici mieli dłuższe włócznie i lżejsze tarcze. Ostateczny kres tej falangi jako szyku bojowego nastąpił w początkach II wieku p.n.e., gdy zniknęły ostatnie państwa helleńskie, a świat grecki znalazł się pod dominacją republiki rzymskiej. Pierwszą poważną klęskę w starciu z rzymskimi legionami ponieśli macedońscy falangiści w bitwie pod Kynoskefalaj.